# Soulce-Cernay
Soulce-Cernay é uma comuna francesa na região administrativa de Borgonha-Franco-Condado, no departamento de Doubs. Estende-se por uma área de 8,55 km². Em 2010 a comuna tinha 132 habitantes (densidade: 15,4 hab./km²).